# Cyrteumenes
Cyrteumenes är ett släkte av steklar. Cyrteumenes ingår i familjen Eumenidae.
Kladogram enligt Catalogue of Life:
| Cyrteumenes | \| \| Cyrteumenes floricola \| \| \| \| \| \| Cyrteumenes mochii \| \| \| \| \| \| Cyrteumenes seyrigi \| \| \| \| |
|             | \| \| Cyrteumenes floricola \| \| \| \| \| \| Cyrteumenes mochii \| \| \| \| \| \| Cyrteumenes seyrigi \| \| \| \| |
|             | Cyrteumenes floricola                                                                                              |
|             | |
|             | Cyrteumenes mochii                                                                                                 |
|             | |
|             | Cyrteumenes seyrigi                                                                                                |
|             | |